# Борніш
Борніш (рум. Borniș) — село у повіті Нямц в Румунії. Входить до складу комуни Драгомірешть.
Село розташоване на відстані 289 км на північ від Бухареста, 19 км на північний схід від П'ятра-Нямца, 77 км на захід від Ясс.

## Населення
За даними перепису населення 2002 року у селі проживали 166 осіб, усі — румуни. Усі жителі села рідною мовою назвали румунську.